# Deltocyathus ornatus
Espèce
Statut CITES
Deltocyathus ornatus est une espèce de coraux appartenant à la famille des Deltocyathidae ou Caryophylliidae.